# Вайлер-Бинген
Вайлер-Бинген (нем. Weiler bei Bingen) — община в Германии, в земле Рейнланд-Пфальц. 
Входит в состав района Майнц-Бинген. Подчиняется управлению Райн-Наэ.  Население составляет 2544 человека (на 31 декабря 2010 года). Занимает площадь 22,81 км².